# Návštěva Jana Pavla II. v Československu v roce 1990
Návštěva Jana Pavla II. v Československu v roce 1990 byla jednou z cest papeže Jana Pavla II., jenž 21. dubna roku 1990 přiletěl na ruzyňské letiště. Někdy je tato návštěva brána jako symbol poraženého komunismu.

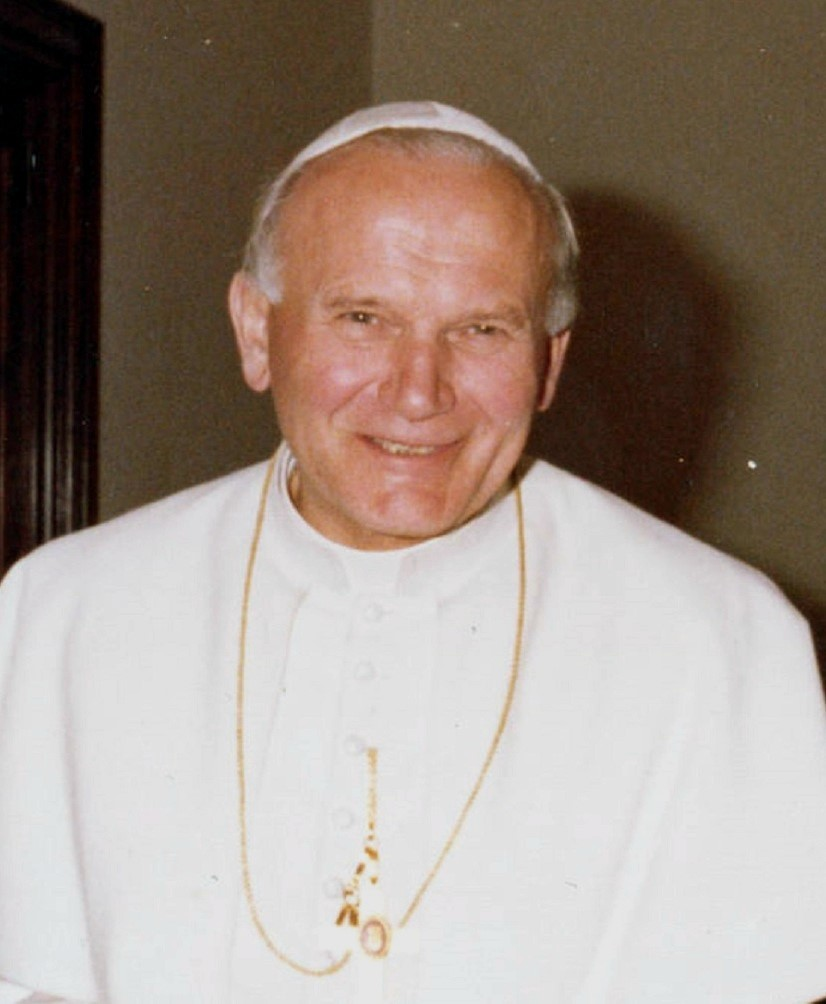
Jan Pavel II.

## Přípravy
Jan Pavel II. plánoval návštěvu Československa již v roce 1979, kdy byl na první návštěvě ve svém rodném Polsku, kde do roku 1978 působil jako arcibiskup krakovský. Komunistický režim mu ale v této akci bránil, a tak se jeho sen splnil až po 11 letech.
Václav Havel v den svého zvolení prezidentem (29. prosince 1989) společně s kardinálem Františkem Tomáškem pozval Jeho Svatost Jana Pavla II. do Československa. Návštěva se připravovala několik měsíců, a tak papež do Československa přijel až čtyři měsíce poté.

## Průběh
Letadlo s papežem a s dalšími hosty přistálo na ruzyňském letišti. Když papež vystoupil, klekl a políbil českou půdu. Posléze se přivítal s prezidentem Havlem, kardinálem Tomáškem a dalšími lidmi.
Václav Havel měl pak k papeži před letištěm projev.
| „                                      | Vítám Vás, Svatý Otče, mezi námi hříšníky, nevím, zda vím, co je to zázrak. Přesto se odvažuji říct, že jsem v tomto okamžiku účastníkem zázraku: Člověk, který byl ještě před šesti měsíci zatýkán jako nepřítel svého státu, vítá dnes jako jeho prezident prvního papeže v dějinách katolické církve, který stanul na půdě, kde tento stát leží. | “ |
| — Václav Havel, 21. dubna 1990, Ruzyně | |   |

Posléze zavítal papež do katedrály sv. Víta, kde se setkal s českými biskupy, včetně nového pomocného biskupa pražského a pozdějšího prvního biskupa diecéze ostravsko-opavské Františka Lobkowicze, řeholnicemi a dalšími církevními představiteli. Nechyběli ani hosté ze zahraničí, jako např. kardinál Hans Hermann Groër, kardinál Franz Hengsbach, kardinál Joachim Meisner a nástupce Jana Pavla II. v arcidiecézi krakovské František Macharski.
Papež pak sloužil mši na Letenské pláni, kde se sešlo přes půl milionu lidí. 
| „                                      | Milovaní bratři a sestry, splnilo se to, po čem jste toužili. A na co jsem se těšil i já. Alespoň na chvíli můžeme být zde pohromadě a společně slavit eucharistii! | “ |
| — Jan Pavel II., 21. dubna 1990, Letná | |   |

Den poté se přesunul na Moravu na Velehrad, kde se na jeho mši sešlo přes 350 tisíc poutníků a to nejen Češi a Slováci, ale i jiné národy, jako byli Rakušané, Němci či Poláci.
Ke konci sloužil papež mši na bratislavském letišti Vajnory.

## Význam
Jedná se o první cestu papeže od příchodu křesťanství do našich zemí. Papež přijel do Československa krátce po pádu komunistického režimu a jeho návštěva byla brána jako symbol toho, že komunistická vláda skončila. Papežova návštěva hrála důležitou roli nejen pro Československo, ale i pro celou Evropu, neboť se zde sešlo plno zahraničních hostů a turistů. Cílem papeže bylo i navrátit Československu víru v Boha, jež za komunistického režimu byla pronásledována. K Československu měl Jan Pavel II. velice dobrý vztah, neboť svatořečil české světce Anežku Českou a později také Zdislavu z Lemberka či částečně českého Jana Sarkandra. Mezi Čechy, které blahořečil, patří Marie Antonína Kratochvílová, Marie Restituta Kafková a Metoděj Dominik Trčka.
Po této návštěvě přijel do české země Jan Pavel II. ještě dvakrát. Podruhé o pět let později v květnu při příležitosti kanonizace Jana Sarkandera a Zdislavy z Lemberka a potřetí v dubnu 1997 na výročí tisíce let od smrti sv. Vojtěcha. Papež nebyl při návštěvě Československa roku 1990 na českém území poprvé, roku 1973 se totiž ještě jako arcibiskup krakovský zúčastnil pohřbu kardinála Štěpána Trochty v Litoměřicích.
I na Slovensko se vydal ještě vícekrát, a to v červenci roku 1995, kdy zde kanonizoval tři košické mučedníky, již byli umučeni v 17. století rukama protestantů. Ještě v září 2003, necelé dva roky před svou smrtí, navštívil slovenské území, aby blahořečil řeckokatolického biskupa Vasiľa Hopka a řeholnici Zdenku Schelingovou, při této poslední cestě na Slovensko byl papež již s podlomeným zdravím. 
Roku 2020 se slavilo 30. výročí od této důležité události.